# Erit sicut cadaver
Erit sicut cadaver (лат. «наче труп») — вираз повної покори.

## Історія
Вважається, що вислів належить чернечому ордену єзуїтів і взято з його статуту. Він означав беззаперечну покору Автором цього девізу вважають Ігнатія Лойолу, який писав: «Кожен з тих, хто вступив в орден, повинен надати провидінню, в особі своїх начальників, так управляти собою, як якщо б він був трупом, якому можна надати будь-яке положення …».
Відзначається, однак, що ще раніше, ніж Лойола написав свої «Духовні вправи» і «Конституції», один із шейхів висловлював у своїх працях ті ж думки: «Будеш перебувати в руках шейха, як тіло в руках мийника трупів». Незадовго до своєї кончини Лойола продиктував останні настанови, в яких повторив свою думку: «Я повинен довірити себе в руки Господа і того, хто керує мною від Його імені, подібно трупу, який не має розуму і волі».
Вважається, що на момент створення ордена єзуїтів формула беззаперечного підпорядкування була «двигуном, необхідним для функціонування Товариства, як воно необхідне для функціонування армії». Згодом цю ж формулу як зразок для наслідування взяв для себе засновник Ордена ілюмінатів Вейсгаупт

## Приклад вживання
Приклад, взятий з роботи К. Маркса і Ф. Енгельса: "Бакуніну — потрібна тільки таємна організація сотні людей, привілейованих представників революційної ідеї, що знаходиться в резерві, і генеральний штаб, що сам себе призначив, і перебуває під командою перманентного «громадянина Б». Єдність думки і дії означає не що інше, як догматизм і сліпе підкорення. Perinde ac cadaver. Перед нами справжній єзуїтський орден. (К. Маркс і Ф. Енгельс, Альянс соціалістичної демократії і міжнародне товариство робітників) ".